# Min kära är en ros
Min kära är en ros är en svensk film från 1963 i regi av Hasse Ekman. Filmen är baserad på Bo Skölds pjäs med samma namn från 1962. I huvudrollerna ses Gunnar Björnstrand, Gunnel Lindblom och Alf Kjellin.

## Om filmen
Filmen premiärvisades 26 december 1963 på bland annat biografen Sture i Stockholm. Filmfotograf var Gunnar Fischer.

## Rollista (i urval)
- Gunnar Björnstrand - Georg Ehnström, fil. dr
- Gunnel Lindblom - Nini Ahlgren
- Alf Kjellin - P.G. Nilsson, fabrikör
- Åke Grönberg - Edling, byggmästare
- Sif Ruud - fröken Tullberg
- Fam Ekman - Clary, fröken Tullbergs dotter
- Kent Andersson - Sven, ledaren för gänget
- Ingvar Hirdwall - Pajen, yngling i gänget
- Olle Björling - yngling i gänget